# Marta Tafalla
Marta Tafalla (Barcelona, 1972) és una filòsofa i professora universitària catalana.
Es va llicenciar en Filosofia per la Universitat Autònoma de Barcelona (UAB) mentre treballava com a voluntària per a Amnistia Internacional. Posteriorment, va ser becària FPI, període durant el qual va fer estades d'investigació a les universitats de Friburg i Münster, així com cursos complementaris a les universitats de Heidelberg i Bamberg.
L'any 2002 es va doctorar en Filosofia amb una tesi sobre Theodor Adorno, publicada per Herder Editorial (Theodor W. Adorno. Una filosofía de la memoria, 2003). El 2004 va ser becària postdoctoral DAAD a la Universitat de Potsdam, i el 2006 va fer una estada d'investigació a la Universitat de Londres gràcies a un programa de la UAB i a una beca de la Generalitat de Catalunya. Des de 1998 imparteix docència a la UAB i compagina la seva feina com a professora i investigadora en filosofia amb la creació literària.
És membre del consell científic del Center for Animal Ethics de la Universitat Pompeu Fabra. La seva recerca se centra en la relació entre animals, humans i natura des d'una perspectiva ètica i estètica. És autora de diverses publicacions, entre les quals destaquen les novel·les La Biblioteca de Noé (Herder, 2006) i Nunca sabrás a qué huele Bagdad (UAB, 2010). També és editora de l'antologia de textos Los derechos de los animales (Idea Books, 2004). L'any 2011 va rebre el premi Aposta 2011 pel seu estudi Olfato y anosmia en la apreciación estética. La seva darrera publicació es titula Ecoanimal (Plaza y Valdés, 2019), un assaig en el qual repensa la nostra relació amb la natura i desplega una proposta estètica plurisensorial, ecologista i animalista imprescindible per abordar els reptes actuals.